# غلاف‌داران
غلاف‌داران (نام علمی: Coleophoridae) نام یک تیره از بالاخانواده شاپرک‌های شاخ‌کمانی است.